# Ingemar Aava
Ingemar Aava, född den 3 augusti 1957 i Haparanda är en svensk bandyspelare som hade sina största framgångar på 1980-talet i Selånger SK. Delad skytteligavinnare (med Pär Hedqvist) säsongen 1984/1985 (39 mål). Målmedveten perfektionist och renlevnadsman på samma genomtänkta nivå som skidsportens Gunde Svan och tennisens Ivan Lendl.
I februari 2011 röstades Ingemar Aava fram som Selångers bäste bandyspelare genom tiderna.